# Lil Rel Howery
Milton Howery Jr, meglio conosciuto con lo pseudonimo di Lil Rel Howery (Chicago, 17 dicembre 1979), è un attore e comico statunitense.
Diventato famoso grazie alla serie televisiva The Carmichael Show, andata in onda fino al 2017. Ha fatto il suo debutto al cinema nel ruolo di Rod Williams nel film horror vincitore di Oscar Scappa - Get Out. L'attore è inoltre protagonista e produttore della sitcom REL.

## Biografia
Cresciuto nella zona occidentale di Chicago, Howery ha iniziato a comporre script comici già alle scuole superiori. La vittoria di un talent show locale lo convinse a tentare una carriera professionistica nei campi della comicità e della recitazione. In quegli anni, Howery era solito giocare in una squadra di pallacanestro della scuola che ha frequentato: a ciò si deve il soprannome di "Lil Red", assegnatogli da parte di alcuni insegnanti per via della sua somiglianza con suo cugino Darrell.

## Carriera
A partire dal 2005, Howery ha iniziato ad esibirsi in spettacoli di stand-up comedy nel locale di Chicago Lion's Den. Nel 2007 fa il suo debutto televisivo Last Comic Standing, per poi partecipare nello stesso anno anche allo show di HBO P. Diddy Presents: The Bad Boys of Comedy, prodotto dal rapper P. Diddy. Nel 2012 partecipa al revival della serie TV In Living Color, cancellato tuttavia già nel 2013. Proprio nel 2013 entra a far parte del cast regolare dello show di stand-up comedy Friends of the People, anche in qualità di autore e produttore dello show. Dal 2015 al 2017 prende parte alla serie televisiva della NBC The Carmichael Show, acquisendo una maggiore popolarità. Nel 2016 il comico prende parte al progetto del collega Kevin Hart Kevin Hart Presents con un episodio di stand-up comedy interamente dedicato a lui. Lo show viene distribuito in esclusiva da Netflix.
Nel 2017 l'attore debutta al cinema nel ruolo di Rod Williams nel film horror Scappa - Get Out, a sua volta opera prima di Jordan Peele come regista. Il film vince il Premio Oscar per la miglior sceneggiatura originale. Per il suo ruolo, Howery vince il premio Best Comedic Performance agli MTV Movie & TV Awards del 2017. Fra 2018 e 2019 l'attore è protagonista, autore e produttore della sit com di Fox REL, in cui interpreta il ruolo dell'infermiere Rel. L'attore ha comunque continuato a lavorare anche nel mondo del cinema: nel 2018 recita nelle commedie Prendimi! e Uncle Drew e nel film horror Bird Box, mentre nel 2019 prende parte alle commedie Brittany Non Si Ferma Più e Good Boys - Quei Cattivi Ragazzi ed è fra i doppiatori originali del film d'animazione Angry Birds 2. Nel 2020 recita nella commedia Bad Trip, nel film sentimentale The Photograph e al biopic su  Zach Sobiech Nuvole.

## Vita privata
Howery ha sposato Verina Robinson nel 2008. La coppia ha avuto due figli per poi divorziare nel 2017. Nel 2016 l'attore è stato coinvolto in un incidente stradale: l'automobile in cui viaggiava in qualità di passeggero ha tamponato un'altra macchina, e da ciò è venuto fuori un litigio in cui Howery ha dato un pugno al guidatore dell'altro veicolo. Per tale episodio, l'attore è stato arrestato ed ha affrontato un processo in cui è stato tuttavia giudicato innocente.

## Filmografia

### Attore

#### Cinema
- Scappa - Get Out (Get Out), regia di Jordan Peele (2017)
- Prendimi! (Tag), regia di Jeff Tomsic (2018)
- Uncle Drew, regia di Charles Stone III (2018)
- Bird Box, regia di Susanne Bier (2018)
- Brittany Non si ferma più (Brittany Runs A Marathon), regia di Paul Downs Colaizzo (2019)
- Good Boys - Quei cattivi ragazzi (Good Boys), regia di Gene Stupnitsky (2019)
- The Photograph, regia di Stella Meghie (2020)
- Bad Trip, regia di Kitao Sakurai (2020)
- Nuvole (Clouds), regia di Justin Baldoni (2020)
- Home, regia di Franka Potente (2020)
- Judas and the Black Messiah, regia di Shaka King (2021)
- Un padre (Parenthood), regia Paul Weitz (2021)
- Free Guy - Eroe per gioco (Free Guy), regia di Shawn Levy (2021)
- Gli amici delle vacanze (Vacation Friends), regia di Clay Tarver (2021)
- Space Jam: New Legends (Space Jam: A New Legacy), regia di Malcolm D. Lee (2021)
- Acque profonde (Deep Water), regia di Adrian Lyne (2022)
- Gli amici delle vacanze 2 (Vacation Friends 2), regia di Clay Tarver (2023)
- Scivolando sulla neve (Dashing Through The Snow), regia di Tim Story (2023)

#### Televisione
- Friends Of The People, 10 episodi (2014)
- Kevin Hart Presents: Lil Rel: RELevent (2015)
- The Carmichael Show, 29 episodi (2015-2017)
- Insecure, 5 episodi (2017)
- REL, 12 episodi (2018-2019)
- The Comedy Central Roast, 1 episodio (2018)
- The Bobby Brown Story, 2 episodi (2018)
- Rapunzel's Tangled Adventure, 1 episodio (2019)
- The Adventures of Rocky and Bullwinkle, 1 episodio (2019)
- Craig of the Creek, 1 episodio (2019)
- South Side, 3 episodi (2019)
- Sherman’s Showcase, 1 episodio (2019)
- A Black Lady Sketch Show, 1 episodio (2019)
- Sneakerheads, 1 episodio (2020)

### Doppiatore
- Angry Birds 2 - Nemici amici per sempre (The Angry Birds Movie 2), regia di Thurop Van Orman e John Rice (2019)
- Tom & Jerry, regia di Tim Story (2021)
- Luck, regia di Peggy Holmes (2022)
- PAW Patrol - Il super film (PAW Patrol: The Mighty Movie), regia di Cal Brunker (2023)
- Good Times – serie animata, 7 episodi (2024)
- Dog Man, regia di Peter Hastings (2025)

## Doppiatori italiani
Nelle versioni in italiano delle opere in cui ha recitato, Lil Rel Howery è stato doppiato da:
- Fabrizio Vidale in Scappa - Get Out, Nuvole, Judas and the Black Messiah, Free Guy - Eroe per gioco, Gli amici delle vacanze, Gli amici delle vacanze 2, Scivolando sulla neve
- Riccardo Petrozzi in Il magico mondo di Harold
- Luca Graziani in Prendimi!
- Alessio Puccio in Bird Box
- Luca Ghignone in Brittany non si ferma più
- Simone Mori in Good Boys - Quei cattivi ragazzi
- Gianluca Crisafi in The Carmichael Show
- Alessio Cigliano in Un padre
- Gianluca Gazzoli in Space Jam: New Legends
- Luigi Ferraro in The Photograph - Gli scatti di mia madre
- Edoardo Stoppacciaro in Bad Trip
- David Chevalier in Acque profonde
- Ruggero Andreozzi in Sneakerheads
- Nanni Baldini in The Out-Laws - Suoceri fuorilegge

Da doppiatore è sostituito da: 
- Enrico Chirico in Angry Birds 2 - Nemici amici per sempre
- Davide Lepore in Tom & Jerry
- Gabriele Lopez in Craig
- Simone Mori in PAW Patrol - Il super film
- Riccardo Petrozzi in Dogman